# La Torreta (Capçanes)
El Mas de la Torreta és una masia al terme municipal de Capçanes (Priorat) inclosa en l'Inventari del Patrimoni Arquitectònic de Catalunya. Conjunt d'edificis juxtaposats, el cos principal del qual obre la façana al nord i no constitueix l'edifici de més àmplies dimensions. Bàsicament és bastit de maçoneria arrebossada amb reforç de carreus de gres vermell als angles, hi ha parts de maó. El cos principal i més antic té una porta i una finestra a la planta baixa, dues finestres al primer pis, i tres finestres a les golfes. A banda i banda de la porta hi ha amplis pedrissos. Al celler hi ha una interessant volta amb arcs apuntats, en no gaire bon estat.
És interessant de remarcar que el nom de Torreta sembla suggerir l'existència anterior d'una torre o indret de vigilància. La presència de material de construcció tal com el gres vermell porta a considerar també l'edifici com pertanyent als darrers períodes de l'edat mitjana, característica aquesta comuna a la contrada. El seu origen com a masia es remunta a temps reculats, i fou progressivament ampliat en funció de les conveniències que el desenvolupament dels conreus exigia. Des de principis de segle sembla que ja no fou habitat regularment.